# История почты и почтовых марок Французских Южных и Антарктических территорий
История почты и почтовых марок Французских Южных и Антарктических территорий (сокращённо ФЮАТ; фр. Terres australes et antarctiques françaises — TAAF; известных также как Французские Южные территории и Французские Австральные и Антарктические земли), связана с политикой Франции в отношении этой территории. Французские Южные и Антарктические территории — французская заморская территория, в состав которой входят Земля Адели в прибрежной Антарктике и несколько островов в южной части Индийского океана: острова Крозе, Кергелен, Амстердам и Сен-Поль. Территория была создана 6 августа 1955 года, до того все они были зависимыми территориями Мадагаскара.

## Развитие почты
С 1906 по 1926 год на островах Кергелен использовались почтовые марки Франции, которые гасились печатью резидента. Известно, что письма оттуда пересылались через Мадагаскар, Кейптаун и Дурбан в Южной Африке, а также через Банбери в Австралии.
На ФЮАТ с 1948 года по 1955 год в обращении использовались почтовые марки Мадагаскара. 6 августа 1955 года, в связи с грядущим обретением Мадагаскаром независимости, были созданы ФЮАТ как отдельное образование.
ФЮАТ были под управлением Франции до 2004 года. С этого времени они находятся в ведении острова Реюньон в Индийском океане, заморского департамента Франции.

## Выпуски почтовых марок

### Первые почтовые марки
26 октября 1948 года, в ознаменование открытия Земли Адели в 1840 году Жюлем Дюмон-Дюрвилем и с целью обнародования претензий Франции на этот регион, на авиапочтовой марке Мадагаскара номиналом в 100 франков была сделана надпечатка «TERRE ADÉLIE DUMONT D’URVILLE» («Земля Адели Дюмон-Дюрвиль»).
Первая почтовая марка ФЮАТ, представлявшая собой почтовую марку Мадагаскара номиналом в 15 франков с надпечаткой «TERRES AUSTRALES ET ANTARCTIQUES FRANÇAISES» («Французские Южные и Антарктические территории»), появилась в свет 28 октября 1955 года.

### Последующие эмиссии
Первые почтовые марки ФЮАТ без надпечаток и с оригинальными рисунками были эмитированы 25 апреля 1956 года Это была серия из шести обычных марок номиналом от 50 сантимов до 15 франков, на которых были изображены виды местной фауны[≡], и двух авиапочтовых марок номиналом в 50 и 100 франков с изображением императорских пингвинов.
С момента получения статуса территории был эмитирован ряд других почтовых марок, многие из которых изображают фауну южных океанов и Антарктиды[≡] или выпущены в честь полярных исследователей и учёных[≡].